# Habib Chamieh
Habib Chamieh OMM (ur. 7 października 1966 w Bejrucie) – libański duchowny maronicki, w latach 2013–2019 administrator apostolski eparchii w Buenos Aires, od 2019 jej eparcha.

## Życiorys
Święcenia prezbiteratu przyjął 14 sierpnia 1992 w zakonie mariamitów. Pracował głównie w placówkach formacyjnych dla przyszłych zakonników, był także m.in. sekretarzem generalnym zakonu oraz przełożonym zakonnej misji w Urugwaju.
17 kwietnia 2013 został mianowany administratorem apostolskim eparchii Buenos Aires oraz biskupem tytularnym Nomentum. Chirotonii biskupiej udzielił mu 25 maja 2013 patriarcha Béchara Boutros Raï. 22 listopada 2019 został promowany na urząd ordynariusza tej eparchii.